# Paolo da Pergola
Paolo da Pergola (muere en 1455, en Venecia) fue un matemático y filósofo humanista italiano de la lógica Occamista y  pupilo del teólogo Pablo de Venecia.
Sus más importantes obras filosóficas son:
- De sensu composito et diviso.[4]
- Compendium logicae[5]

La Iglesia de San Giovanni Elemosinario de Venezia tiene un monumento dedicado al filósofo.